# Julien Clerc (album, 1968)
Albums de Julien Clerc
Des jours entiers à t'aimer
(1970)
Julien Clerc est le premier album studio de Julien Clerc sorti en 1968 paru chez EMI.
Il contient les premiers succès du jeune chanteur de 21 ans : La Cavalerie, chanson sortie peu de temps avant les événements de mai 68 et Ivanovitch.

## Titres
| 11 Titres   | 11 Titres                 | 11 Titres        | 11 Titres    | 11 Titres  | 11 Titres | 11 Titres | 11 Titres | 11 Titres | 11 Titres |
| No          | Titre                     | Paroles          | Musique      | Durée      |           |           |           |           |           |
| ----------- | ------------------------- | ---------------- | ------------ | ---------- | --------- | --------- | --------- | --------- | --------- |
| 1.          | Yann et les Dauphins      | Étienne Roda-Gil | Julien Clerc | 3 min 25 s |           |           |           |           |           |
| 2.          | Les Vendredis             | Maurice Vallet   | Julien Clerc | 2 min 15 s |           |           |           |           |           |
| 3.          | La Petite Sorcière malade | Etienne Roda-Gil | Julien Clerc | 3 min 25 s |           |           |           |           |           |
| 4.          | Le Delta                  | Étienne Roda-Gil | Julien Clerc | 2 min 50 s |           |           |           |           |           |
| 5.          | Sur tes pas               | Étienne Roda-Gil | Julien Clerc | 5 min 30 s |           |           |           |           |           |
| 6.          | Ivanovitch                | Maurice Vallet   | Julien Clerc | 2 min 55 s |           |           |           |           |           |
| 7.          | La Tarentelle             | Étienne Roda-Gil | Julien Clerc | 2 min 50 s |           |           |           |           |           |
| 8.          | L'Amour en chantier       | Étienne Roda-Gil | Julien Clerc | 3 min 11 s |           |           |           |           |           |
| 9.          | Jivaro song               | Étienne Roda-Gil | Julien Clerc | 3 min 00 s |           |           |           |           |           |
| 10.         | Julien                    | Maurice Vallet   | Julien Clerc | 2 min 30 s |           |           |           |           |           |
| 11.         | La Cavalerie              | Étienne Roda-Gil | Julien Clerc | 2 min 36 s |           |           |           |           |           |
| 34 min 50 s |                           |                  |              |            |           |           |           |           |           |